# Johannes Wechtlin

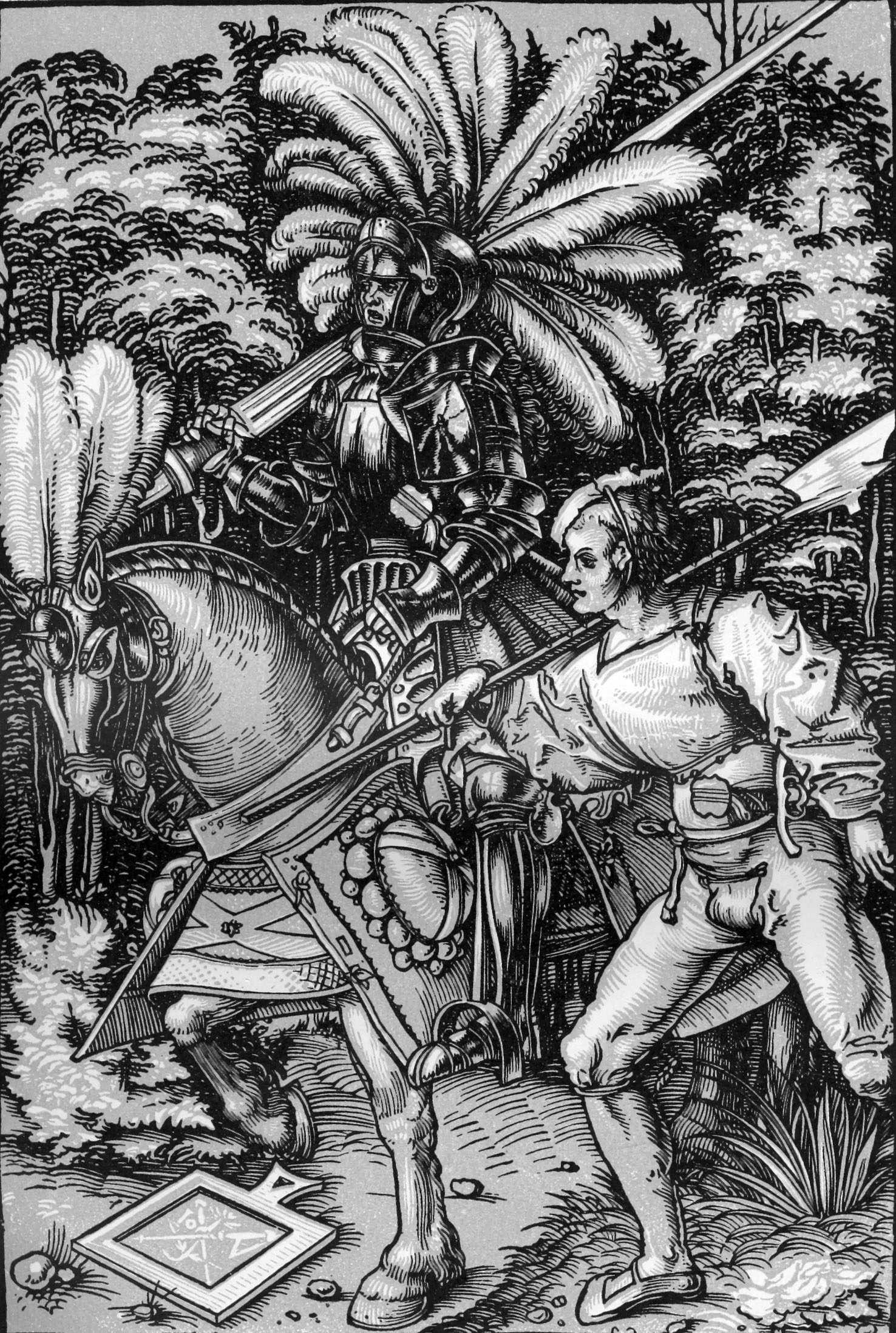
Ritter und Fußknecht, ca. 1510, signiert auf der liegenden Tafel

Johannes Wechtlin oder Johann Ulrich Wechtlin (* um 1485 in Straßburg; † unbekannt) war ein deutscher Maler und Holzschneider.
Wechtlin wurde 1514 Bürger in Straßburg und war dort bis um 1520 tätig. Von seinen Gemälden hat sich nichts erhalten. Seine künstlerische Bedeutung liegt in Clairobscur- oder Farbenholzschnitten, deren Technik er in Deutschland am weitesten ausgebildet hat. Sein Stil ist von Albrecht Dürer und Hans Baldung beeinflusst. Von Wechtlin stammen zudem Holzschnitte zu Hans von Gersdorffs 1517 erschienenem Feldbuch der Wundarznei.

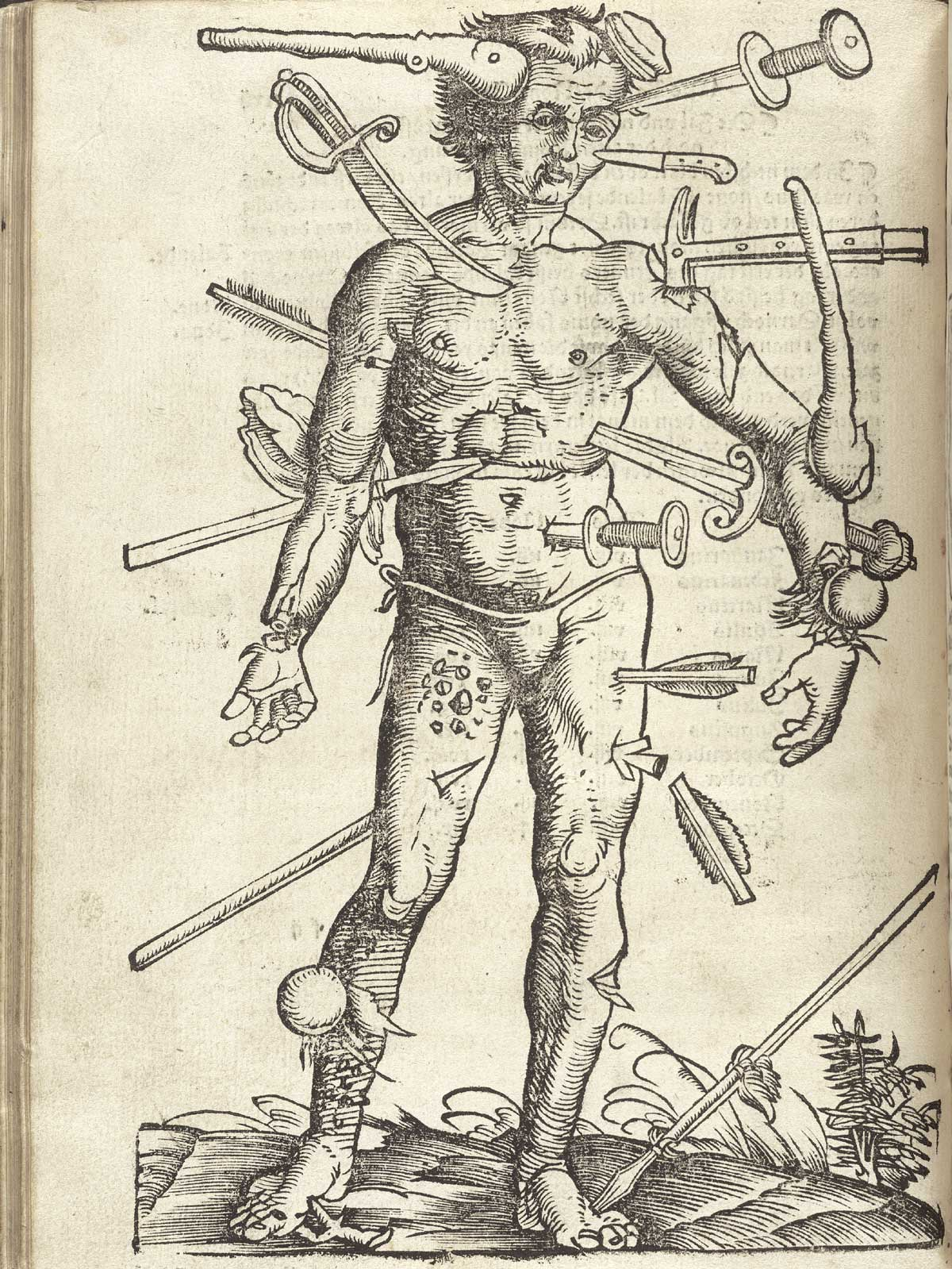
Der „Wundenmann“ im Feldbuch der Wundarznei

Der Meister signierte seine Werke teilweise mit zwei gekreuzten Stäben begleitet von den Initialen „Io. V.“